# Песчанка (Зеньковский район)
Песчанка (укр. Піщанка) — село,
Дейкаловский сельский совет,
Зеньковский район,
Полтавская область,
Украина.
Код КОАТУУ — 5321381704. Население по переписи 2001 года составляло 56 человек.

## Географическое положение
Село Песчанка находится в месте слияния рек Грунь и  Мужева-Долина,
на противоположном берегу реки Грунь — село Дейкаловка.
К селу примыкает большой лесной массив (сосна).

## История
Песчанка выделилась из Дейкаловки после 1945 года